# Ubel Zuiderveld
Ubel Zuiderveld (Grootegast, 28 juni 1962) is een Nederlandse journalist die schrijft over de Nederlandse frituurcultuur en fastfood. Nadat hij in 1995 zijn eerste boek Snelle Hap publiceerde, werd hij datzelfde jaar vast panellid in de testserie Eet Team van VARA’s Kassa. Sinds die tijd duidt Zuiderveld in de publieksmedia met regelmaat de achtergronden in de Nederlandse snackbranche en fastfoodsector. In 2022 was hij te zien in de streamingserie Donnie Speciaal van rapper Donnie op Amazons Prime Video. Onder de naam fritoricus ubelski is Zuiderveld influencer op sociale media. In het boek 55 kroketten omschreef de Haagse tv-kok Pierre Wind Zuiderveld als "wandelende snack-encyclopedie".

## Biografie
Zuiderveld groeide op in Groningen. Hij studeerde aan de School voor de Journalistiek in Utrecht. Na een periode als dagblad- en allround journalist, legde hij zich vanaf 1991 toe op de vakjournalistiek in de horeca, met als specialisme frituur en fastfood.
Onder productie van Eddy Ouwens werd op Zuidervelds initiatief de cd-medley Het Grote Snacklied opgenomen met een koor van cafetariahouders onder de naam De Frituristen. Ouwens’ productiemaatschappij bracht in 1997 onder dezelfde naam nog de single Patatje Met uit, dat Zuiderveld met een collega componeerde en dat de tipparade haalde. Datzelfde jaar won Zuiderveld De Gouden Kroket, later nog gevolgd door De Gouden Snackspeld. Zuiderveld schreef het eerste oorspronkelijk Nederlandstalige boek over McDonald’s (McSucces).
Van 2014 tot 2022 was Zuiderveld in zijn woonplaats Winterswijk PvdA-raadslid, waaronder enkele jaren tevens fractievoorzitter. Over het verleden van Winterswijk heeft hij in 2010 de "Canon van Winterswijk" geschreven.